# Strada statale 187 di Castellammare del Golfo
La strada statale 187 di Castellammare del Golfo (SS 187) è una strada statale italiana che collega Trapani a Trappeto, nella città metropolitana di Palermo.

## Storia
La strada statale 187 venne istituita nel 1953 con il seguente percorso: "Trapani San Marco - Castellammare del Golfo - Balestrate - Trappeto - Innesto con la SS. n. 113 presso San Cataldo."

## Percorso
Ha inizio a Trapani e si pone come alternativa più vicina alla costa alla strada statale 113 Settentrionale Sicula, il cui percorso scorre più nell'entroterra. Il tracciato, che si sviluppa essenzialmente lungo l'asse ovest-est, attraversa i centri abitati di Valderice, Buseto Palizzolo e tocca le pendici meridionali del monte Sparagio.
Arriva quindi a Castellammare del Golfo, dopo la quale assume il ruolo di litoranea, costeggiando la linea ferroviaria Palermo–Trapani. Attraversa quindi le località di Alcamo Marina, Balestrate e Trappeto, innestandosi infine sulla strada statale 113 Settentrionale Sicula.
La strada attraversa ampie coltivazioni di vigneti che concorrono alla produzione del vino locale.

### Tabella percorso
| di Castellammare del Golfo |                                                                      |      |           |
| Tipo                       | Indicazione                                                          | ↓km↓ | Provincia |
|                            | Trapani Viale Regina Margherita                                      | 0,0  | TP        |
|                            | Trapani Via Marsala Sud Occidentale Sicula                           | 1,3  | TP        |
|                            | Trapani Via Palermo Settentrionale Sicula                            | 2,5  | TP        |
|                            | per Erice                                                            | 4,9  | TP        |
|                            | Strada Torrebianca per Paceco                                        | 5,9  | TP        |
|                            | Fico                                                                 | 8,7  | TP        |
|                            | Valderice per Erice per Bonagia, Sant'Andrea per Chiesanuova, Crocci | 9,7  | TP        |
|                            | Crocevie                                                             | 13,7 | TP        |
|                            | Baglio Messina                                                       | 16,1 | TP        |
|                            | Bivio Lentina per Custonaci, San Vito lo Capo                        | 17,3 | TP        |
|                            | Badia per Buseto Palizzolo                                           | 20,1 | TP        |
|                            | per Buseto Palizzolo                                                 | 23,9 | TP        |
|                            | Balata di Baida                                                      | 26,6 | TP        |
|                            | Balata di Baida                                                      | 28,7 | TP        |
|                            | per Scopello                                                         | 33,4 | TP        |
|                            | Castellammare del Golfo Bretella di Castellammare del Golfo          | 39,8 | TP        |
|                            | per Alcamo                                                           | 44,2 | TP        |
|                            | Ferrovia Palermo-Trapani                                             | 45,3 | TP        |
|                            | Alcamo Marina per Alcamo                                             | 48,1 | TP        |
|                            | Balestrate                                                           | 54,2 | PA        |
|                            | Trappeto                                                             | 56,6 | PA        |
|                            | Settentrionale Sicula                                                | 64,2 | PA        |